# Глотиха (Архангельская область)
Глотиха — деревня в Коношском районе Архангельской области. Входит в состав Ерцевского сельского поселения.

## География
Находится в юго-западной части Архангельской области на расстоянии приблизительно 24 км на юг по прямой от административного центра района поселка Коноша.

## История
Показана была еще на карте 1875 года.

## Население
Численность населения: 13 человек (русские 100 %) в 2002 году, 4 в 2010.